# ولادیمیر سوروکین
ولادیمیر سوروکین (به روسی: Владимир Георгиевич Сорокин) نویسنده پست مدرن روس است. وی یکی از مطرح‌ترین و محبوب‌ترین نویسندگان روس زبان است.

## آثار

### رمان‌ها
سه‌گانه:
- یخ
- برو
- ۲۳۰۰۰

### فیلم‌ها
- ۴ (فیلم ۲۰۰۴)